# Shanghai ATP Masters 1000 2009
Shanghai ATP Masters 1000 2009 — тенісний турнір, що проходив на кортах з твердим покриттям у місті Шанхай, КНР з 12 жовтня . Належав до категорії ATP World Tour Masters 1000.

## Фінальна частина

### Одиночний розряд
Микола Давиденко —  Рафаель Надаль 7–6(7–3), 6–3

### Парний розряд
Жульєн Беннето /  Жо-Вілфрід Тсонга —  Маріуш Фирстенберг /  Марцин Матковський 6–2, 6–4